# Janeane Garofalo
Janeane Garofalo (n. Newton, Nova Jersey; 28 de setembre de 1964) és una comediant en viu, actriu, activista política, escriptora i coanfitriona del programa radiofònic The Majority Report d'Air America Radio. El 20 d'agost de 2007, es va anunciar la seva participació en la sèrie de televisió 24 de FOX Network. Garofalo interpreta a una agent del govern que forma part de l'equip investigador de la crisi de la nova temporada.

## Biografia
D'ascendència italo/irlandesa, Janeane Garofalo és filla de Carmine Garofalo, un executiu d'Exxon i de Joan Garofalo, que era en la secretaria d'una indústria petroquímica i va morir de càncer quan Janeane tenia 24 anys. Va viure en diversos llocs, incloent Ontario, Califòrnia; Madison, Nova Jersey; i Katy, Texas on es va graduar del James I. Taylor High School. Mentre estudiava història al Providence College, Garofalo va iniciar la seva cerca del seu talent en la comèdia recolzada per un concurs de la xarxa de cable Showtime, guanyant el títol de “La persona més divertida de Rhode Island”. El seu truc original era llegir de la seva mà amb poc encert en les conseqüències. Somiava amb un contingent en l'equip d'escriptors del xou de televisió nocturn de David Letterman. Va començar a fer stand-up professional combinant-ho amb els seus estudis universitaris. Va passar alguns anys treballant com a missatgera amb bicicleta a Boston. Janeane Garofalo té una relació amb l'escriptor i director còmic Robert Cohen. La parella va decidir no casar-se ni tenir fills.
Va iniciar la seva carrera dins de la comèdia en viu a la fi de la dècada de 1980, i a l'abril de 2004 va ser inclosa en la llista dels 100 millors xous de comèdia en viu elaborada per Comedy Central.
Va debutar en televisió en el xou de Ben Stiller en FOX en 1992.
En cinema és recordada pel seu paper protagonista a La veritat sobre gossos i gats, pel·lícula que no li va agradar a Garofalo i que va criticar com antifeminista; i en 1996 va actuar també en Un boig a domicili.
En 2007 va ser la veu de Colette en la pel·lícula de Disney i Pixar Ratatouille.

## Filmografia

### Pel·lícules
| Any  | Títol                                  | Rol                                     | Notes                      |
| ---- | -------------------------------------- | --------------------------------------- | -------------------------- |
| 1991 | Late for Dinner                        | Cashier                                 |                            |
| 1992 | That's What Women Want                 | Jennifer                                | Short                      |
| 1994 | Reality Bites                          | Vickie Miner                            |                            |
| 1994 | Suspicious                             | Woman                                   | curt                       |
| 1995 | Bye Bye Love                           | Lucille                                 |                            |
| 1995 | I Shot a Man in Vegas                  | Gale                                    |                            |
| 1995 | Coldblooded                            | Honey                                   |                            |
| 1995 | Now and Then                           | Wiladene                                |                            |
| 1996 | The Truth About Cats & Dogs            | Abbey Barnes                            |                            |
| 1996 | The Cable Guy                          | cambrera                                |                            |
| 1996 | Larger Than Life                       | Mo                                      |                            |
| 1997 | Sweethearts                            | Jasmine                                 |                            |
| 1997 | Tocat                                  | Kathy Worthington                       |                            |
| 1997 | Romy and Michele's High School Reunion | Heather Mooney                          |                            |
| 1997 | The Matchmaker                         | Marcy Tizard                            |                            |
| 1997 | Cop Land                               | Deputy Cindy Betts                      |                            |
| 1998 | Clay Pigeons                           | Ageny Dale Shelby                       |                            |
| 1998 | Kiki's Delivery Service                | Ursula                                  | veu — versió anglesa       |
| 1998 | Thick as Thieves                       | Anne                                    |                            |
| 1998 | Permanent Midnight                     | Jana Farmer                             |                            |
| 1998 | Half Baked                             | "I'm Only Creative When I Smoke" Smoker |                            |
| 1998 | The Thin Pink Line                     | Joyce Wintergarden-Dingle               |                            |
| 1999 | The Bumblebee Flies Anyway             | Dr. Harriman/Handyman                   |                            |
| 1999 | Torrance Rises                         | Herself                                 | Short                      |
| 1999 | Can't Stop Dancing                     | Belinda Peck                            |                            |
| 1999 | Mystery Men                            | The Bowler/Carol                        |                            |
| 1999 | Dogma                                  | Liz                                     |                            |
| 1999 | The Independent                        | Paloma Fineman                          |                            |
| 1999 | 200 Cigarettes                         | Ellie                                   |                            |
| 1999 | The Minus Man                          | Ferrin                                  |                            |
| 2000 | Dog Park                               | Jeri                                    |                            |
| 2000 | Steal This Movie                       | Anita Hoffman                           |                            |
| 2000 | Titan A.E.                             | Stith                                   | veu                        |
| 2000 | Les aventures de Rocky i Bullwinkle    | Minnie Mogul                            |                            |
| 2000 | The Cherry Picker                      |                                         | curt                       |
| 2000 | What Planet Are You From?              | Nervous Woman                           |                            |
| 2001 | The Laramie Project                    | Catherine Connolly                      |                            |
| 2001 | The Search for John Gissing            | Linda Barnes                            |                            |
| 2001 | Wet Hot American Summer                | Beth                                    |                            |
| 2001 | Housekeeping                           | Hotel Employee (veu)                    | curt                       |
| 2002 | Martin & Orloff                        | Hairdresser                             |                            |
| 2002 | Big Trouble                            | Officer Monica Romero                   |                            |
| 2003 | Manhood                                | Jill                                    |                            |
| 2003 | Wonderland                             | Joy Miller                              |                            |
| 2003 | Ash Tuesday                            | Liz                                     |                            |
| 2003 | Nobody Knows Anything!                 | Patty                                   |                            |
| 2004 | Jiminy Glick in Lalawood               | Dee Dee                                 |                            |
| 2005 | Duane Hopwood                          | Linda                                   |                            |
| 2005 | Nadine in Date Land                    | Nadine Barnes                           | telefilm                   |
| 2005 | Stay                                   | Dr. Beth Levy                           |                            |
| 2006 | The Wild                               | Bridget the Giraffe                     | veu                        |
| 2007 | Ratatouille                            | Colette Tatou                           | veu Nominada - Premi Annie |
| 2007 | Southland Tales                        | General Teena MacArthur                 |                            |
| 2007 | The Ten                                | Beth Soden                              |                            |
| 2007 | Then She Found Me                      | Herself                                 |                            |
| 2008 | The Guitar                             | Dr. Murray                              |                            |
| 2009 | Labor Pains                            | Claire                                  |                            |
| 2009 | Love Hurts                             | Hannah Rosenbloom                       |                            |
| 2012 | General Education                      | Gale Collins                            |                            |
| 2012 | Bad Parents                            | Kathy                                   |                            |
| 2012 | Mighty Fine                            | Older Natalie (veu)                     |                            |
| 2013 | Satan, Hold My Hand                    | Sheryl                                  | Short                      |
| 2014 | A Little Game                          | Sarah Kuftinec                          |                            |
| 2014 | Free the Nipple                        | Anouk                                   |                            |
| 2015 | 3rd Street Blackout                    | June Sherman                            |                            |
| 2016 | Little Boxes                           | Helena                                  |                            |
| 2016 | The American Side                      | Agent Barry                             |                            |
| 2016 | The Happys                             | Luann                                   |                            |
| 2017 | Sandy Wexler                           | Herself                                 |                            |
| 2017 | Speech & Debate                        | Marie                                   |                            |

### Televisió
| Any        | Títol                                              | Rol                         | Notes                                                             |
| ---------- | -------------------------------------------------- | --------------------------- | ----------------------------------------------------------------- |
| 1992–1993  | The Ben Stiller Show                               | Diversos personatges        | 13 episodis                                                       |
| 1992–1997  | The Larry Sanders Show                             | Paula                       | 47 episodis                                                       |
| 1993       | Tales of the City                                  | Coppola Woman               | Miniseries                                                        |
| 1994       | The Adventures of Pete & Pete                      | Ms. Brackett                | episodi: "X=WHY?"                                                 |
| 1994–1995  | Saturday Night Live                                | Diversos personatges        | 14 episodis                                                       |
| 1995       | Duckman                                            | Moonbeam (veu)              | episodi: "The Germ Turns"                                         |
| 1995       | NewsRadio                                          | Nancy                       | episodi: "Sweeps Week"                                            |
| 1995       | Mr. Show with Bob and David                        | Wife                        | episodi: "What to Think"                                          |
| 1995       | TV Nation                                          | Corresponsal                |                                                                   |
| 1996       | Dr. Katz, Professional Therapist                   | Janeane (veu)               | episodi: "Drinky the Drunk Guy"                                   |
| 1996       | Ellen                                              | Chloe Korban                | episodi: "Two Mammograms and a Wedding"                           |
| 1996       | Space Ghost Coast to Coast                         | Herself                     | episodi: "Late Show"                                              |
| 1996       | Seinfeld                                           | Janeane                     | 2 episodis                                                        |
| 1996       | 1996 MtelefilmAwards                               | Co-host                     | With Ben Stiller                                                  |
| 1997       | Home Improvement                                   | Tina                        | episodi: "A Funny Valentine"                                      |
| 1997       | Law & Order                                        | Greta Heiss                 | 2 episodis                                                        |
| 1997       | The Chris Rock Show                                | Girlfriend (veu)            | episodi: "#2.12"                                                  |
| 1998       | Felicity                                           | Sally Reardon (veu)         | 14 episodis                                                       |
| 1998, 2011 | The Simpsons                                       | Herself (veu)               | 2 episodis                                                        |
| 1999       | Mad About You                                      | Mabel Buchman               | episodi: "The Final Frontier"                                     |
| 2000       | The Sopranos                                       | Herself                     | episodi: "D-Girl"                                                 |
| 2000       | Strangers with Candy                               | Cassie Pines                | 2 episodis                                                        |
| 2000       | Ed                                                 | Liz Stevens                 | episodi: "Pilot"                                                  |
| 2003       | King of the Hill                                   | Sheila (veu)                | episodi: "Night and Deity"                                        |
| 2004       | The King of Queens                                 | Trish                       | episodi: "Cheap Saks"                                             |
| 2004       | Aqua Teen Hunger Force                             | Donna (veu)                 | episodi: "Hypno-Germ"                                             |
| 2004       | Tanner on Tanner                                   | Herself                     | 2 episodis                                                        |
| 2005       | Stella                                             | Jane Burroughs              | episodi: "Novel"                                                  |
| 2005–2006  | The West Wing                                      | Louise Thornton             | 15 episodis                                                       |
| 2006       | Freak Show                                         | The Bearded Clam (veu)      | 7 episodis                                                        |
| 2006       | Tom Goes to the Mayor                              | Herself (veu)               | episodi: "Couple's Therapy"                                       |
| 2007       | Two and a Half Men                                 | Sharon                      | episodi: "Media Room Slash Dungeon"f                              |
| 2008       | Girl's Best Friend                                 | Mary                        | Telefilm                                                          |
| 2008       | Wainy Days                                         | David's Mom                 | episodi: "Angel"                                                  |
| 2009       | Greek                                              | Professor Freeman           | episodi: "Endangered Species"                                     |
| 2009       | 24                                                 | Janis Gold                  | 21 episodis                                                       |
| 2009       | Head Case                                          | Herself                     | episodi: "The Wedding Ringer"                                     |
| 2010       | The Increasingly Poor Decisions of Todd Margaret   | Brent's Boss                | episodi: "Where Todd and Brent Misjudge the Mood of a Solemn Day" |
| 2010–2011  | Ideal                                              | Tilly                       | 13 episodis                                                       |
| 2011       | Criminal Minds: Suspect Behavior                   | Beth Griffith               | 13 episodis                                                       |
| 2012       | Metalocalypse                                      | Abigail Remeltindrinc (veu) | 5 episodis                                                        |
| 2012       | Ugly Americans                                     | (veu)                       | episodi: "The Dork Knight"                                        |
| 2012–2013  | Delocated                                          | Susan Shapiro               | 9 episodis                                                        |
| 2014       | Inside Amy Schumer                                 | Sharon Overwood             | episodi: "Slow Your Roll"                                         |
| 2014–2015  | Girlfriends' Guide to Divorce                      | Lyla                        | 7 episodis                                                        |
| 2014–2015  | Broad City                                         | Monica                      | 2 episodis                                                        |
| 2015       | Wet Hot American Summer: First Day of Camp         | Beth                        | 7 episodis                                                        |
| 2015       | The Jim Gaffigan Show                              | Eve                         | 3 episodis                                                        |
| 2016       | Nightcap                                           | Janeane Garofalo            | episodi: "The Horny Host"                                         |
| 2017       | Michael Bolton's Big, Sexy Valentine's Day Special | Herself                     | Variety special                                                   |
| 2017       | Gap Any                                            | Sam                         | 2 episodis                                                        |
| 2017       | Wet Hot American Summer: Ten Anys Later            | Beth                        | 7 episodis                                                        |

### Vídeos musicals
- Angel Mine (1996 music video) Copland (1997)

### Documentals
- New York: A Documentary Film (1999)
- Outlaw Comic: The Censoring of Bill Hicks (2003)
- Dangerous Living: Coming Out In The Developing World (2003)
- Gigantic (A Tale of Two Johns) (2003)
- Left of the Dial (2005), HBO
- I Am Comic (2010)
- Misery Loves Comedy (2015)
- Sticky: A (Self) Love Story (2016)